# Hajra Masroor
Hajra Masrur (urdú: ہاجرہ مسرور; Hajrah Masrur, Lucknow, 17 de gener del 1930 - Karachi, 15 de setembre del 2012) fou una escriptora feminista pakistanesa. En els seus contes tractà els drets socials, polítics, legals i econòmics de les dones. Va rebre alguns premis, com ara el Premi Pride of Performance al millor escriptor el 1995 i el Premi Aalmi Frogh-e-Urdu Adab.(1)

## Biografia
Hajra nasqué el 17 de gener del 1929 a Lucknow, l'Índia. El seu pare, Tahawur Ali Khan, que era un metge de l'exèrcit britànic, va morir sobtadament d'un atac al cor.(1) Tenia cinc germanes i un germà. Després del decés del pare, ella i Khadija emigraren al Pakistan, a Lahore. Es casà amb Ahmad Ali Khan, editor del diari Dawn, amb qui va tenir dues filles. Era la germana menor de Khadija Mastoor, una escriptora famosa en urdú. Va morir el 15 de setembre del 2012 a Karachi, el Pakistan.

### Carrera literària
Va començar a publicar contes en revistes literàries, i hi rebé crítiques favorables des dels cercles urdú.(1) Va editar la revista Naqoosh amb el seu amic Ahmad Nadeem Qasmi. Fou objecte d'atacs greus després d'una sèrie de controvèrsies literàries en la societat musulmana.

## Obres
- Chand Ke Doosri Taraf چاند کی دوسری طرف
- Tisri Manzil تیسری منزل
- Andhere Ujale اند ھیرے اُجالے
- Choori Chupe چوری چُھپے
- Ha-ai Allah ہائے اللہ
- Carke چرکے
- Woe Log وہ لوگ
- "Mulamma"